# Rába
De Rába (Duits: Raab, Sloveens: Raba) is een zijrivier van de Donau in Midden-Europa. De rivier is ca 265 km lang en stroomt door Oostenrijk (110 km, deelstaten Stiermarken en Burgenland) en Hongarije (155 km, comitaten Vas en Győr-Moson-Sopron). De rivier mondt bij Győr niet direct uit in de Donau, maar in een zijarm daarvan, de Mosoni Duna.
De rivier ontspringt ten zuidoosten van Bruck an der Mur. De bron ligt op een hoogte van 1150 meter boven zeeniveau bij de berg Osser. De rivier stroomt aanvankelijk in zuidelijke richting en breekt al snel door de 17 km lange Raabklamm, de langste kloof van Oostenrijk. Het is het enige traject waar de loop van de rivier niet is gereguleerd.
Voorbij Gleisdorf gaat de rivier verder in oostelijke richting en stroomt vlak voor zij Oostenrijk verlaat nog enkele kilometers door de deelstaat Burgenland (stad Jennersdorf). Vanaf Szentgotthárd bevindt de Rába zich op Hongaars grondgebied. Deze streek, de westelijkste van Hongarije, heet de Őrség en herbergt een Sloveense minderheid.
De Rába buigt vervolgens af naar het noordoosten en stroomt via provinciestadjes als Körmend en Sárvár naar Győr, de stad die in het Duits dezelfde naam draagt als de rivier: Raab.
Ten noorden van Sárvár takt de Kleine Rába (Kis-Rába) van de hoofdstroom af. Deze vloeit ten noorden van Kapuvár samen met de Répce en heet vanaf daar Rábca. Bij Győr verenigt de Rábca zich weer met de Rába.
De voornaamste zijrivieren van de Rába zijn de Lafnitz (Hongaars: Lapincs) en de Pinka, die resp. bij Szentgotthárd en Körmend in de Rába uitmonden.